# Arzler Scharte
Die Arzler Scharte ist ein 2158 m ü. A. hoher Sattel in der Inntalkette des Karwendels nördlich von Innsbruck in Tirol. Vom Inntal aus gesehen ist sie die auffallendste Einkerbung des hier Nordkette genannten Gebirgszuges. Sie ist benannt nach dem Innsbrucker Stadtteil Arzl.

## Lage und Umgebung
Die Arzler Scharte liegt zwischen dem Gleirschtaler Brandjoch (2374 m ü. A.) im Nordwesten und der Rumer Spitze (2454 m ü. A.) im Osten. Westlich befinden sich die Mandlspitze (2366 m ü. A.) und die zwischen der Mandlspitze und dem Gleirschtaler Brandjoch liegende Mandlscharte. Im Norden liegt das Samertal, ein Seitental des Gleirschtals, das nach Norden hin in die Isar entwässert. Nach Süden zieht sich eine breite schuttbedeckte Rinne, die Arzler Reise. Im Laufe des Weges wird sie immer schmaler und endet letztendlich im Mühlauer Bach, der in die Mühlauer Klamm fließt.
Die Arzler Scharte gehört zum Gemeindegebiet von Innsbruck, ein Großteil der Arzler Reise zur Gemeinde Rum.

## Wege
Durch die Arzler Reise führt ein markierter Wanderweg zur Arzler Scharte empor. Nach Nordosten verläuft dieser Weg weiter zur 1922 m ü. A. hoch gelegenen Pfeishütte. Über die Mandlscharte und den Goetheweg ist die Station Hafelekar der Nordkettenbahn erreichbar. Die Rumer Spitze wird von der Arzler Scharte aus über den Westgrat bestiegen.
Der Anstieg über die Arzler Reise wird im Winter und Frühjahr als Skitour begangen.